# Weyers Flottentaschenbuch

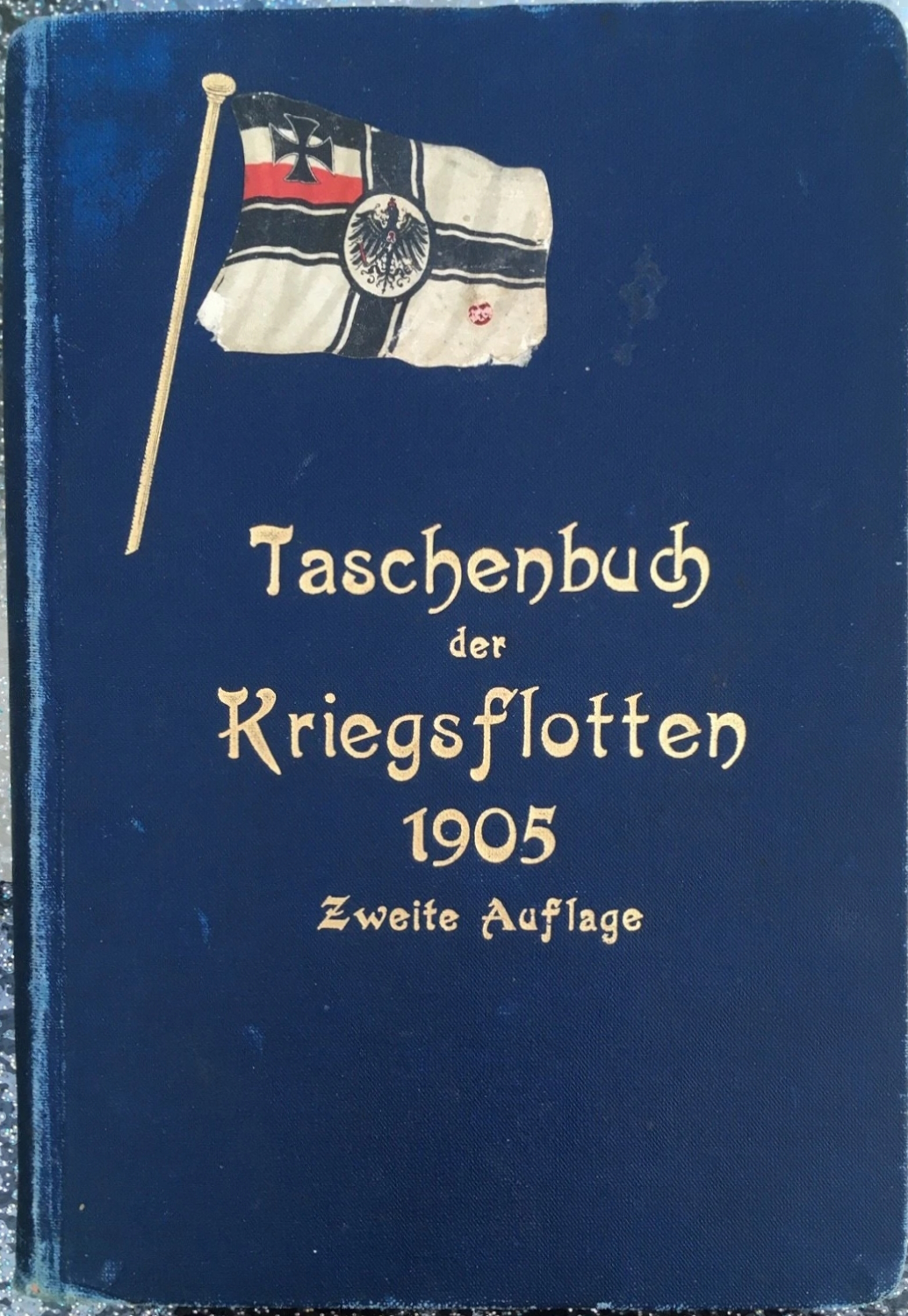

Weyers Flottentaschenbuch (bis 1944 Weyers Taschenbuch der Kriegsflotten) ist ein 1900 erstmals im J. F. Lehmann Verlag herausgegebenes Taschenbuch. Es zeigt einen Überblick über die Schiffe und Fahrzeuge aller Marinen der Welt bis in die heutige Zeit. Der erste Autor war Kapitänleutnant a. D. Bruno Weyer. Ab 1979 übernahm der Bernard & Graefe Verlag die Serie und führt diese bis heute weiter. Die Bücher finden ihren Platz bei der Deutschen Bundesmarine und sind wegen der Schiffsbilder, Skizzen, Schattenrisse und teilweise farbigen Flaggentafeln für Historiker und Modellbauer interessant.

## JahrgängeTaschenbuch der Kriegsflotten
| Jahrgang | Titel | Autor                                        | Verlag                               | Einband               | Neuauflagen                            |
| -------- | --- | -------------------------------------------- | ------------------------------------ | --------------------- | -------------------------------------- |
| I.       | Taschenbuch der (D)eutschen Kriegsflotten 1900 | Bruno Weyer (Kapitänleutnant a. D.)          | J. F. Lehmanns Verlag München        | graugrüner Ganzleinen | 1976, 1977, 1997                       |
| I.       | Taschenbuch der (d)eutschen Kriegsflotten 1900 | Bruno Weyer (Kapitänleutnant a. D.)          | J. F. Lehmanns Verlag München        | graugrüner Ganzleinen |                                        |
| II.      | Taschenbuch der Deutschen und fremden Kriegsflotten 1901 | Bruno Weyer (Kapitänleutnant a. D.)          | J. F. Lehmanns Verlag München        | Ganzleinen            |                                        |
| III.     | Taschenbuch der Deutschen und fremden Kriegsflotten 1902 | Bruno Weyer (Kapitänleutnant a. D.)          | J. F. Lehmanns Verlag München        | Ganzleinen            |                                        |
| IV.      | Taschenbuch der Kriegsflotten 1903 | Bruno Weyer (Kapitänleutnant a. D.)          | J. F. Lehmanns Verlag München        | Ganzleinen            |                                        |
| V.       | Taschenbuch der Kriegsflotten 1904 – (3 Auflagen) | Bruno Weyer (Kapitänleutnant a. D.)          | J. F. Lehmanns Verlag München        | Ganzleinen            | Digitalisat 2. neubearbeitete Auflagen |
| VI.      | Taschenbuch der Kriegsflotten 1905 – (2 Auflagen) (mit und ohne Aufdruck Zweite Auflage)                                                                           | Bruno Weyer (Kapitänleutnant a. D.)          | J. F. Lehmanns Verlag München        | Ganzleinen            | 1968, 1981; Digitalisat                |
| VII.     | Taschenbuch der Kriegsflotten 1906 | Bruno Weyer (Kapitänleutnant a. D.)          | J. F. Lehmanns Verlag München        | Ganzleinen            |                                        |
| -        | Taschenbuch der Kriegsflotten 1906 – Nachtrag zum VII. Jahrgang | Bruno Weyer (Kapitänleutnant a. D.)          | J. F. Lehmanns Verlag München        | Papiereinband         |                                        |
| VIII.    | Taschenbuch der Kriegsflotten 1907 | Bruno Weyer (Kapitänleutnant a. D.)          | J. F. Lehmanns Verlag München        | Ganzleinen            |                                        |
| IX.      | Taschenbuch der Kriegsflotten 1908 | Bruno Weyer (Kapitänleutnant a. D.)          | J. F. Lehmanns Verlag München        | Ganzleinen            |                                        |
| X.       | Taschenbuch der Kriegsflotten 1909 | Bruno Weyer (Kapitänleutnant a. D.)          | J. F. Lehmanns Verlag München        | Ganzleinen            |                                        |
| XI.      | Taschenbuch der Kriegsflotten 1910 | Bruno Weyer (Kapitänleutnant a. D.)          | J. F. Lehmanns Verlag München        | Ganzleinen            |                                        |
| XII.     | Taschenbuch der Kriegsflotten 1911 | Bruno Weyer (Kapitänleutnant a. D.)          | J. F. Lehmanns Verlag München        | Ganzleinen            |                                        |
| XIII.    | Taschenbuch der Kriegsflotten 1912 | Bruno Weyer (Kapitänleutnant a. D.)          | J. F. Lehmanns Verlag München        | Ganzleinen            |                                        |
| XIV.     | Taschenbuch der Kriegsflotten 1913 | Bruno Weyer (Kapitänleutnant a. D.)          | J. F. Lehmanns Verlag München        | Ganzleinen            |                                        |
| XV.      | Taschenbuch der Kriegsflotten 1914 | Bruno Weyer (Kapitänleutnant a. D.)          | J. F. Lehmanns Verlag München        | Ganzleinen            | 1914, 1968, 1969, 1978, 1983, 1995     |
| -        | Taschenbuch der Kriegsflotten 1914/15 Kriegsausgabe Teil 1 – Die fremden Kriegsflotten (mit und ohne Aufdruck Zweite Auflage) und mit oder ohne 27 Seiten Nachtrag | Bruno Weyer (Kapitänleutnant a. D.)          | J. F. Lehmanns Verlag München        | Pappeinband           |                                        |
| -        | Taschenbuch der Kriegsflotten 1914/15 Kriegsausgabe Teil 1 – Die fremden Kriegsflotten (Nachtrag mit 27 Seiten)                                                    | Bruno Weyer (Kapitänleutnant a. D.)          | J. F. Lehmanns Verlag München        | Ganzleinen            |                                        |
| -        | Taschenbuch der Kriegsflotten 1914/15 Kriegsausgabe Teil 2 – Deutsches Reich und Österreich                                                                        | Bruno Weyer (Kapitänleutnant a. D.)          | J. F. Lehmanns Verlag München        | Pappeinband           |                                        |
| XVI.     | Taschenbuch der Kriegsflotten 1915 | Bruno Weyer (Kapitänleutnant)                | J. F. Lehmanns Verlag München        | Ganzleinen            |                                        |
| -        | Taschenbuch der Kriegsflotten 1915 Nachtrag zum XVI. Jahrgang | Bruno Weyer (Korvettenkapitän)               | J. F. Lehmanns Verlag München        | Pappeinband           |                                        |
| XVII.    | Taschenbuch der Kriegsflotten 1916 | Bruno Weyer (Kapitänleutnant)                | J. F. Lehmanns Verlag München        | Halbleinen/Ganzleinen |                                        |
| XVIII.   | Taschenbuch der Kriegsflotten 1917/18 | Bruno Weyer (Kapitänleutnant)                | J. F. Lehmanns Verlag München        | Halbleinen/Ganzleinen |                                        |
| XIX.     | Taschenbuch der Kriegsflotten 1918 | Bruno Weyer (Kapitänleutnant)                | J. F. Lehmanns Verlag München        | Halbleinen/Ganzleinen | 1968, 1997                             |
| XX.      | Taschenbuch der Kriegsflotten 1922 | Bruno Weyer (Korvettenkapitän a. D.)         | J. F. Lehmanns Verlag München        |                       | 1969                                   |
| XXI.     | Taschenbuch der Kriegsflotten 1923 | Bruno Weyer (Korvettenkapitän a. D.)         | J. F. Lehmanns Verlag München        |                       |                                        |
| XXII.    | Taschenbuch der Kriegsflotten 1924/25 | Bruno Weyer (Korvettenkapitän a. D.)         | J. F. Lehmanns Verlag München        |                       |                                        |
| XXIII.   | Taschenbuch der Kriegsflotten 1926 | Bruno Weyer (Korvettenkapitän a. D.)         | J. F. Lehmanns Verlag München        |                       |                                        |
| -        | Taschenbuch der Kriegsflotten 1926 Nachtrag zum XXIII. Jahrgang | Bruno Weyer (Korvettenkapitän a. D.)         | J. F. Lehmanns Verlag München        |                       |                                        |
| XXIV.    | Taschenbuch der Kriegsflotten 1928 (Auf dem Buchdeckel steht 1928, aber innen unter Jahrgang 1927/28)                                                              | Bruno Weyer (Korvettenkapitän a. D.)         | J. F. Lehmanns Verlag München        |                       | 1970                                   |
| XXV.     | Taschenbuch der Kriegsflotten 1929 – 25. Jahrgang | Bruno Weyer (Korvettenkapitän a. D.)         | J. F. Lehmanns Verlag München        |                       |                                        |
| XXVI.    | Taschenbuch der Kriegsflotten 1930 | Bruno Weyer (Korvettenkapitän a. D.)         | J. F. Lehmanns Verlag München        |                       |                                        |
| -        | Taschenbuch der Kriegsflotten 1930 Nachtrag zum XXVI. Jahrgang | Bruno Weyer (Korvettenkapitän a. D.)         | J. F. Lehmanns Verlag München        |                       |                                        |
| XXVII.   | Taschenbuch der Kriegsflotten 1932 | Bruno Weyer (Korvettenkapitän a. D.)         | J. F. Lehmanns Verlag München        |                       |                                        |
| -        | Taschenbuch der Kriegsflotten 1932 Nachtrag zum XXVII. Jahrgang | Bruno Weyer (Korvettenkapitän a. D.)         | J. F. Lehmanns Verlag München        |                       |                                        |
| XXVIII.  | Taschenbuch der Kriegsflotten 1934 (Auf dem Buchdeckel ist noch der alte Titel aufgedruckt, im Buch steht schon der neue Titel)                                    | Alexander Bredt (Leutnant zur See a. D.)     | J. F. Lehmanns Verlag München        |                       |                                        |
| XXIX.    | Taschenbuch der Kriegsflotten 1935 (Auf dem Buchdeckel ist noch der alte Titel aufgedruckt, im Buch steht schon der neue Titel)                                    | Alexander Bredt (Leutnant zur See a. D.)     | J. F. Lehmanns Verlag München        |                       |                                        |
| XXX.     | Weyers Taschenbuch der Kriegsflotten 1936 | Alexander Bredt (Leutnant zur See a. D.)     | J. F. Lehmanns Verlag München        |                       | 1996                                   |
| XXXI.    | Weyers Taschenbuch der Kriegsflotten 1937 | Alexander Bredt (Leutnant zur See a. D.)     | J. F. Lehmanns Verlag München        |                       |                                        |
| XXXII.   | Weyers Taschenbuch der Kriegsflotten 1938 – (2 Auflagen) | Alexander Bredt (Oberleutnant zur See d. R.) | J. F. Lehmanns Verlag München/Berlin |                       |                                        |
| XXXIII.  | Weyers Taschenbuch der Kriegsflotten 1939 – (2 Auflagen) | Alexander Bredt (Kapitänleutnant d. R.)      | J. F. Lehmanns Verlag München/Berlin |                       |                                        |
| XXXIV.   | Weyers Taschenbuch der Kriegsflotten 1940 – (3 Auflagen) | Alexander Bredt (Kapitänleutnant d. R.)      | J. F. Lehmanns Verlag München/Berlin |                       | 1973, 1980, 1995                       |
| XXXV.    | Weyers Taschenbuch der Kriegsflotten 1941/42 – (3 Auflagen) | Alexander Bredt (Kapitänleutnant d. R.)      | J. F. Lehmanns Verlag München/Berlin |                       |                                        |
| XXXVI.   | Weyers Taschenbuch der Kriegsflotten 1943/44 – (2 Auflagen) | Alexander Bredt (Korvettenkapitän d. R.)     | J. F. Lehmanns Verlag München/Berlin |                       | 1974, 1982, 1996                       |

## JahrgängeWeyers Flottentaschenbuch
| Jahr           | Titel                                                                             | Autor            | Verlag                                             | ISBN              |
| -------------- | --------------------------------------------------------------------------------- | ---------------- | -------------------------------------------------- | ----------------- |
| XXXVII.        | Weyers Flottentaschenbuch 1953                                                    | Alexander Bredt  | J. F. Lehmanns Verlag, München                     |                   |
| XXXVIII.       | Weyers Flottentaschenbuch 1954/55                                                 | Alexander Bredt  | J. F. Lehmanns Verlag, München                     |                   |
| XXXIX.         | Weyers Flottentaschenbuch 1956/57                                                 | Alexander Bredt  | J. F. Lehmanns Verlag, München                     |                   |
| XL.            | Weyers Flottentaschenbuch 1958 – 40. Jahrgang                                     | Alexander Bredt  | J. F. Lehmanns Verlag, München                     |                   |
| XLI.           | Weyers Flottentaschenbuch 1959                                                    | Alexander Bredt  | J. F. Lehmanns Verlag, München                     |                   |
| XLII.          | Weyers Flottentaschenbuch 1960                                                    | Alexander Bredt  | J. F. Lehmanns Verlag, München                     |                   |
| XLIII.         | Weyers Flottentaschenbuch 1961                                                    | Alexander Bredt  | J. F. Lehmanns Verlag, München                     |                   |
| XLIV.          | Weyers Flottentaschenbuch 1962                                                    | Alexander Bredt  | J. F. Lehmanns Verlag, München                     |                   |
| XLV.           | Weyers Flottentaschenbuch 1963                                                    | Alexander Bredt  | J. F. Lehmanns Verlag, München                     |                   |
| XLVI.          | Weyers Flottentaschenbuch 1964                                                    | Alexander Bredt  | J. F. Lehmanns Verlag, München                     |                   |
| XLVII:         | Weyers Flottentaschenbuch 1965                                                    | Alexander Bredt  | J. F. Lehmanns Verlag, München                     |                   |
| XLVIII.        | Weyers Flottentaschenbuch 1966/67                                                 | Alexander Bredt  | J. F. Lehmanns Verlag, München                     |                   |
| First Edition  | Weyer's Warship of the World 1968 – (US Ausgabe)                                  | Alexander Bredt  | United States Naval Institute, Annapolis, Maryland |                   |
| XLIX.          | Weyers Flottentaschenbuch 1968                                                    | Gerhard Albrecht | J. F. Lehmanns Verlag, München                     |                   |
| Second Edition | Weyer's Warship of the World 1969 – (US Ausgabe)                                  | Gerhard Albrecht | United States Naval Institute, Annapolis, Maryland |                   |
| 50.            | Weyers Flottentaschenbuch 1969/70 – 50. Jahrgang                                  | Gerhard Albrecht | J. F. Lehmanns Verlag, München                     |                   |
| Third Edition  | Weyer's Warship of the World 1971 – (US Ausgabe)                                  | Gerhard Albrecht | United States Naval Institute, Annapolis, Maryland |                   |
| 51.            | Weyers Flottentaschenbuch 1971/72                                                 | Gerhard Albrecht | J. F. Lehmanns Verlag, München                     | 3-469-00388-2     |
| Fourth Edition | Weyer's Warship of the World 1973 – (US Ausgabe)                                  | Gerhard Albrecht | Naval Institute Press, Annapolis, Maryland         |                   |
| 52.            | Weyers Flottentaschenbuch 1973/74                                                 | Gerhard Albrecht | J. F. Lehmanns Verlag, München                     | 3-469-00454-4     |
| 53.            | Weyers Flottentaschenbuch 1975/76                                                 | Gerhard Albrecht | J. F. Lehmanns Verlag, München                     | 3-469-00551-6     |
| 54.            | Weyers Flottentaschenbuch 1977/78 – Warships of the world                         | Gerhard Albrecht | J. F. Lehmanns Verlag, München                     | 3-7637-5157-2     |
| 55.            | Weyers Flottentaschenbuch 1979/81 – Warships of the world                         | Gerhard Albrecht | Bernard & Graefe Verlag für Wehrwesen, München     | 3-7637-5211-0     |
| 56.            | Weyers Flottentaschenbuch 1982/83 – All Navies of the world                       | Gerhard Albrecht | Bernard & Graefe Verlag, München                   | 3-7637-5229-3     |
| 57.            | Weyers Flottentaschenbuch 1984/85 – All Navies of the world                       | Gerhard Albrecht | Bernard & Graefe Verlag, Koblenz                   | 3-7637-5229-3     |
| 58.            | Weyers Flottentaschenbuch 1986/87 – All Navies of the world                       | Gerhard Albrecht | Bernard & Graefe Verlag, Koblenz                   | 3-7637-4502-5     |
| 59.            | Weyers Flottentaschenbuch 1988/89 – All Navies of the world                       | Gerhard Albrecht | Bernard & Graefe Verlag, Koblenz                   | 3-7637-4503-3     |
| 60.            | Weyers Flottentaschenbuch 1990/91 – Warships of the World                         | Gerhard Albrecht | Bernard & Graefe Verlag, Koblenz                   | 3-7637-4504-1     |
| 61.            | Weyers Flottentaschenbuch 1992/93 – Warships of the World                         | Gerhard Albrecht | Bernard & Graefe Verlag, Bonn                      | 3-7637-4506-8     |
| 62.            | Weyers Flottentaschenbuch 1994/96 – Warships of the World                         | Gerhard Albrecht | Bernard & Graefe Verlag, Bonn                      | 3-7637-4507-6     |
| 62.            | Weyers Flottentaschenbuch 1994/96 – Warships of the World – Sonderausgabe         | Gerhard Albrecht | Bernard & Graefe Verlag, Bonn                      | 3-7637-4507-6     |
| 63.            | Weyers Flottentaschenbuch 1997/98 – Warships of the World                         | Werner Globke    | Bernard & Graefe Verlag, Bonn                      | 3-7637-4510-6     |
| 64.            | Weyers Flottentaschenbuch 1999/2001 – Warships of the World – 100 Years of Weyers | Werner Globke    | Bernard & Graefe Verlag, Bonn                      | 3-7637-4515-7     |
| 65.            | Weyers Flottentaschenbuch 2002/04 – Warships of the World                         | Werner Globke    | Bernard & Graefe Verlag, Bonn                      | 3-7637-4516-5     |
| 66.            | Weyers Flottentaschenbuch 2005/07 – Warships of the World                         | Werner Globke    | Bernard & Graefe Verlag, Bonn                      | 3-7637-4517-3     |
| 67.            | Weyers Flottentaschenbuch 2008/10 – Warships of the World                         | Werner Globke    | Bernard & Graefe Verlag, Bonn                      | 3-7637-4518-1     |
| 68.            | Weyers Flottentaschenbuch 2013/15 – Warships of the World                         | Werner Globke    | Bernard & Graefe Verlag, Bonn                      | 978-3-7637-4519-7 |
| 69.            | Weyers Flottentaschenbuch 2020/22 – Warships of the World                         | Werner Globke    | Bernhard & Graefe Verlag, Bonn                     | 978-3-7637-4520-3 |